# Fiat 500e (2020)
Fiat 500e — перший акумуляторний електромобіль, що представлений Fiat Chrysler Automobiles 4 березня 2020 року в Мілані, Італія. Автомобіль виготовляється на заводі Мірафіріорі, Турин, Італія, оскільки старий бензиновий Fiat 500 виробляється в Тихі, Польща.

## Опис

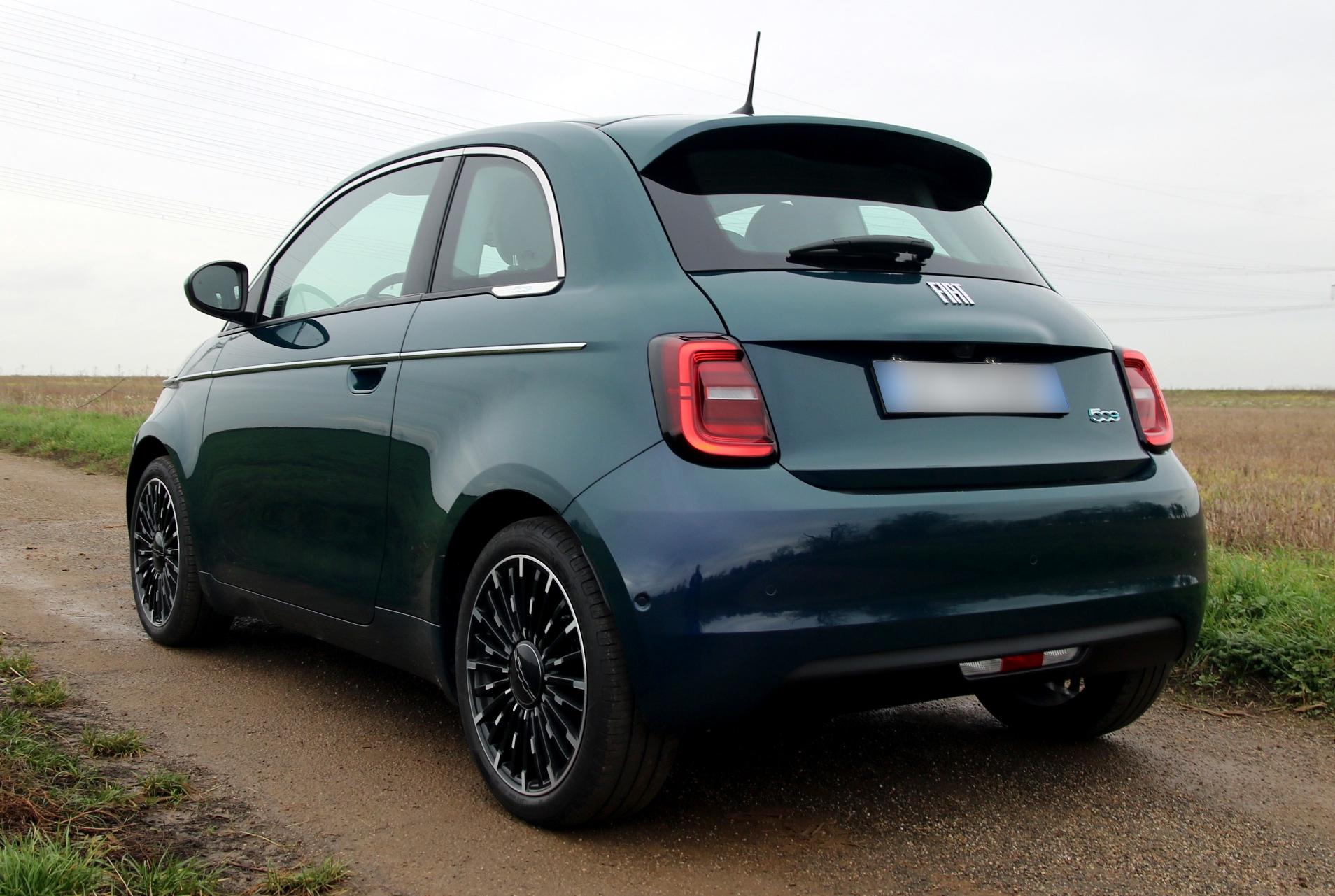
Fiat 500e

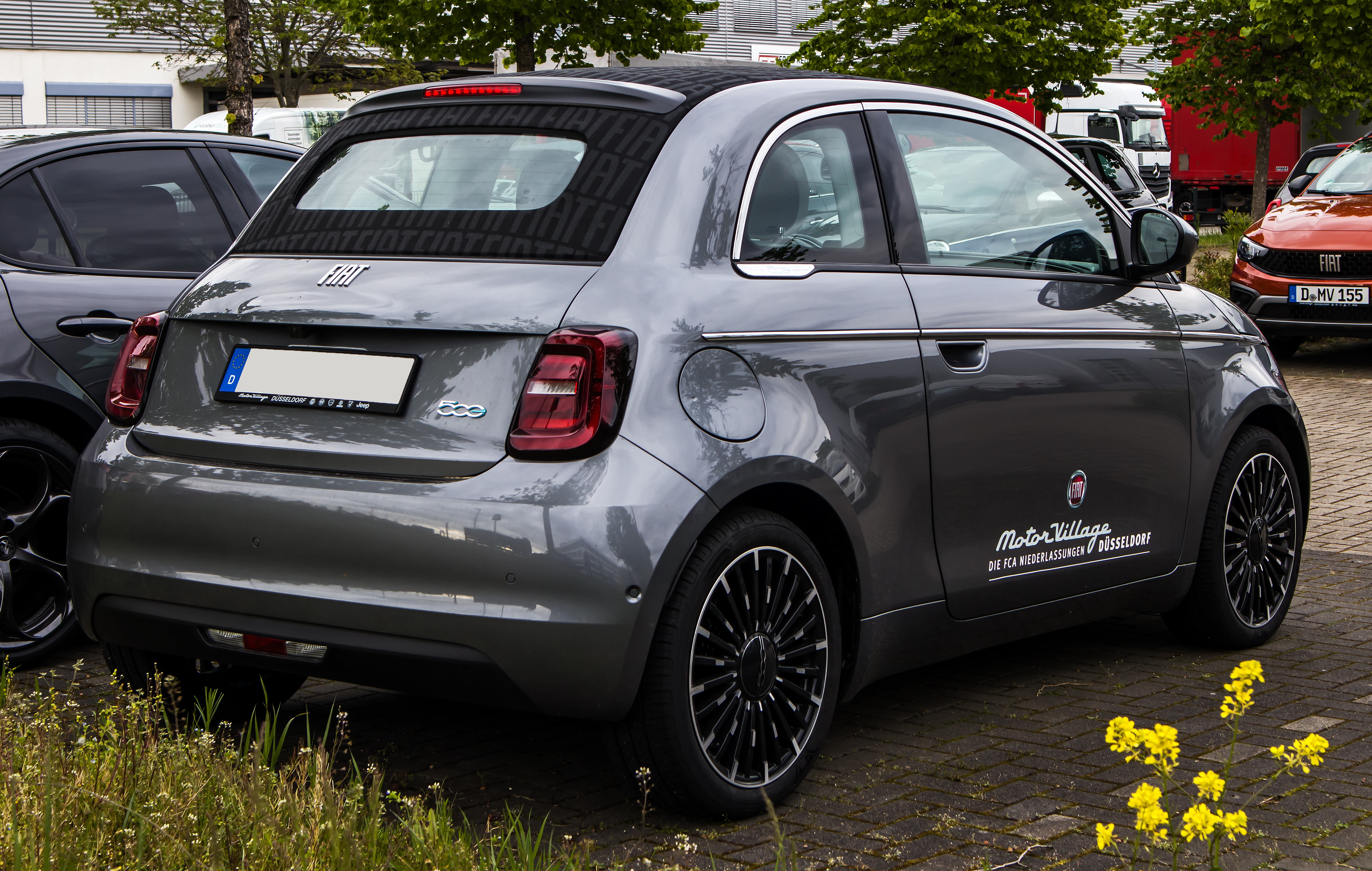
Fiat 500e Cabrio

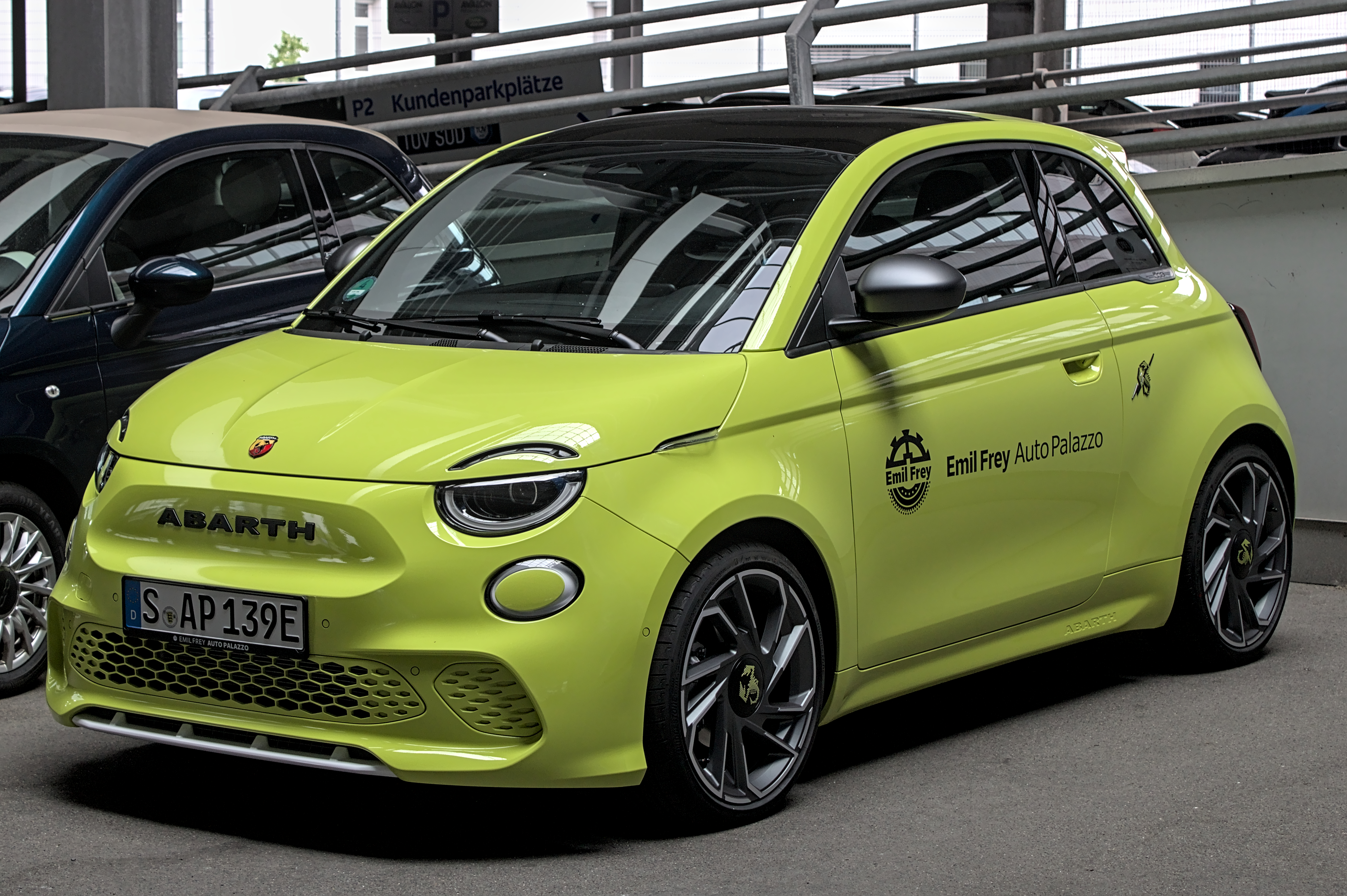
Abarth 500e

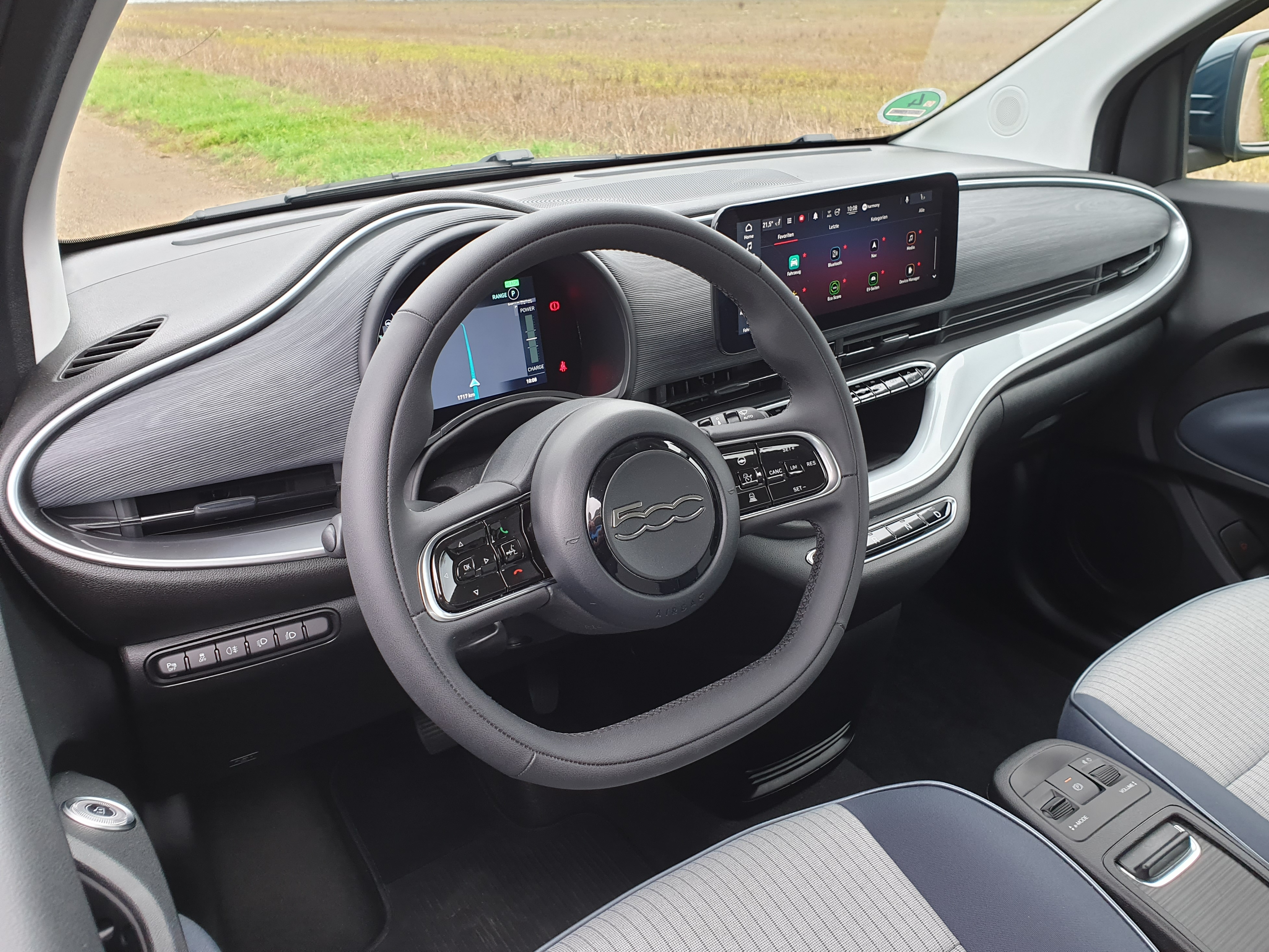
Салон

Новий 500-й може проїхати на одній зарядці 320 км (199 миль) відповідно до європейського тестового циклі WLTP. Автомобіль оснащується 87-кіловатним (116-сильним) електродвигуном, що живиться 42-кіловат-годинним літій-іонним акумулятором.
Новий 500 розроблений на новій платформі і є трохи більшим, ніж попередник (Fiat 500 (2007)).
Новий 500 може розігнатися від 0–50 км/год за 3,1 секунди і від 0–100 км/год за 9,0 с. Електричний 500 має три режими руху — «Нормальний», «Дальність» та «Шерпа».
Відповідно до законодавства ЄС, всі електромобілі повинні випускати певну форму шуму на низьких швидкостях, щоб знати пішоходів про свою присутність. Більшість автомобілів їдуть з якимось космічним кораблем, але, здається, що 500 буде грати музику Amarcord від Nino Rota, коли курсуватиме менше 20 кілометрів на годину (12 миль/год). Спочатку він продаватиметься лише в Європі, на інших ринках, включаючи Бразилію, до 2021 року. Експорт до США може випливати за наявності достатнього попиту.
Новий 500 конкурує з такими автомобілями, як Renault Zoé, MINI Electric та Honda e.

## Обладнання
Новий 500 — це перший міський автомобіль з автономним керуванням рівня 2, та перший автомобіль FCA, оснащений новою інформаційно-розважальною системою UConnect 5. Система включає адаптивний круїз-контроль, центрування смуги руху, розпізнавання дорожнього знаку та систему попередження про сліпу точку, плюс функцію допомоги водію уваги та 360-градусні датчики паркування.
Інформаційно-розважальна система UConnect 5 на базі Android відображається на 10,25-дюймовому сенсорному екрані. Він має Android Auto та бездротове підключення Apple CarPlay, автоматичний дзвінок до служб екстреної допомоги, а також може використовуватися для дистанційного спостереження за автомобілем (або управління певними функціями) за допомогою смартфона.

## Зарядка
Новий 500 оснащений швидким зарядним пристроєм потужністю 85 кВт, щоб зарядити акумулятор дуже швидко. На проїзд 50 кілометрів (31 миля) потрібно всього 5 хвилин, що більше, ніж середнє щоденне використання. А швидкий зарядний пристрій може зарядити акумулятор до 80 % всього за 35 хвилин. Розетка Combo 2, розташована на задній правій панелі автомобіля, забезпечує швидке зарядне обладнання як для зарядки змінного струму, так і для постійного струму. Launch Edition також має Easy Wallbox, систему домашньої зарядки, яку можна підключити до звичайної домашньої розетки.

## Модифікації
- Fiat 500 23,8 kWh електродвигун 95 к.с. 220 Нм
- Fiat 500 42 kWh електродвигун 116 к.с. 220 Нм
- Abarth 500e 42 kWh електродвигун 155 к.с. 235 Нм